# Orchesella pontica
Orchesella pontica is een springstaartensoort uit de familie van de Entomobryidae. De wetenschappelijke naam van de soort is voor het eerst geldig gepubliceerd in 1916 door Ionesco.